# Desperate Housewives
Desperate Housewives (literalment en català "Mestresses de casa desesperades") fou el títol d'una sèrie dels Estats Units creada per Marc Cherry i emesa originalment des del 2004 al 2012 per la cadena ABC en format HDTV. La trama de la sèrie ocorre a Wisteria Lane, un barri situat en Fairview a l'estat d'Eagle, tots tres inventats per la sèrie. L'argument se centra en la vida diària de cinc dones, les seves famílies, amics i veïns. La sèrie en combina drama, misteri, comèdia i sàtira.
Només estrenar-se va convertir-se en un fenomen social donant un nou paper a les "vertaderes mestresses", apareixent llavors a revistes, webs i programes com ara The Oprah Winfrey Show. La sèrie va assolir grans índexs d'audiència juntament amb Lost, tornant a la cadena als seus vells temps de glòria.
La sèrie tingué quinze nominacions als Premis Emmy del 2005, guanyant-ne 6. El 2006 obtingué una nominació a la millor actriu.
El 2005 fou la sèrie més vista a tot el món, superada el 2006 per Grey's Anatomy (Anatomia de Grey).

## Personatges principals
- Susan Mayer (Teri Hatcher) la despistada, impulsiva, ingènua, la sentimental. És propensa a tenir accidents, escriu contes infantils; per la qual cosa creu en el feliços per sempre.

- Bree Van de Kamp (Marcia Cross), la perfecta mestressa de casa, republicana, no permet ni una errada i està obsessionada amb la neteja, l'ordre i les bones maneres, però sobretot defuig opinar dels altres i té molt en compte el què diran?. Des que la seua mare morí, la seua perfeccionista madrastra només li ensenyà perfecció i tradicionalismes. Amaga els seus sentiments rere els quefers de la llar.

- Lynette Scavo (Felicity Huffman), mare de cinc xiquets, L'equilibrada i competitiva Lynette sempre s'enfronta a reptes que supera amb experiències i llibres.

- Gabrielle Solís (Eva Longoria), materialista, superficial, provocativa, molt sensual i amant de la bona vida, allò que vol ho obté. Després d'haver sigut pobra i violada en la seua infantesa, sembla que només vol diners i sexe, tot i estar en una constant recerca de l'amor.

- Edie Britt (Nicollette Sheridan), la brutalment sexy, provocativa, egoista, àcida, irònica, "devora-homes". És venedora de béns immobles i la seua vida sentimental és agitada i canviant. Una dona amb una necessitat compulsiva de seduir.

- Mary Alice Young (Brenda Strong) és la narradora de la sèrie, que se suïcida en el primer capítol.

## Repartiment

### Actors principals
- Teri Hatcher - Susan Mayer/Delfino (Temporades 1 a 8)
- Felicity Huffman - Lynette Scavo (Temporades 1 a 8)
- Marcia Cross - Bree Van De Kamp/Hodge (Temporades 1 a 8)
- Eva Longoria - Gabrielle Solís/Lang (Temporades 1 a 8)
- Nicolette Sheridan - Edie Britt (Temporades 1 a 5)
- Brenda Strong - Mary Alice Young / Angela Forrest (Temporades 1 a 8) *Narradora
- Ricardo Antonio Chavira - Carlos Solis (Temporades 1 a 8)
- Mark Moses - Paul Young / Todd Forrest (Temporades 1, 2, 3, 6 i 7)
- Andrea Bowen - Julie Mayer (Temporades 1 a 6)
- Doug Savant - Tom Scavo (Temporades 1 a 8)
- James Denton - Mike Delfino (Temporades 1 a 8)
- Kyle McLachlan - Orson Hodge (Temporades 2, 3, 6 i 7)
- Shawn Pyfrom - Andrew Van De Kamp (Temporades 1 a 6)
- Joy Lauren - Danielle Van De Kamp (Temporades 1 a 6)
- Steven Culp - Rex Van De Kamp (Temporades 1, 2, 3 i 5)
- Richard Burgi - Karl Mayer (Temporades 1 a 6)
- Cody Kasch - Zach Young / Dana Taylor (Temporades 1, 2 i 3)

### Actors secundaris
- Jesse Metcalfe - John Rowland (Temporades 1, 2, 3, 4 i 6)
- Alfre Woodard - Betty Applewhite (Temporades 1 i 2)
- Josh Henderson - Austin McCann (Temporada 3)
- Dougray Scott - Ian Hainsworth (Temporada 3)
- Mehcad Brooks - Matthew Applewhite (Temporades 1 i 2)
- Zane Huett / Joshua Logan Moore - Parker Scavo (Temporades 1 a 7)
- Shane Kinsman / Charles Carver - Porter Scavo (Temporades 1 a 7)
- Brent Kinsman / Max Carver - Preston Scavo (Temporades 1 a 7)
- NaShawn Kearse / Page Kennedy - Caleb Applewhite (Temporada 2)
- Rachel Fox - Kayla Huntington (Temporada 3)

### Altres actors
- Roger Bart - George Williams (Temporades 1 i 2)
- Gwendoline Yeo - Xiao-Mei (Temporades 2 i 3)
- Valerie Mahaffey - Alma Hodge (Temporada 3)
- Dixie Carter - Gloria Hodge (Temporada 3)
- Kiersten Warren - Nora Huntington (Temporada 3)
- Laurie Metcalf - Carolyn Bigsby (Temporada 3)
- Jake Cherry - Travers McLain (Temporada 3)
- John Slattery - Victor Lang (Temporada 3)

### Col·laboracions
- Harriet Sansom Harris - Felicia Tilman
- Pat Crawford Brown - Ida Greenberg
- Christine Estabrook - Martha Huber
- Richard Roundtree - Jerry Shaw
- Lucille Soong - Yao Lin
- Ryan Carnes - Justin
- Lupe Ontiveros - Juanita Solís
- Lesley Ann Warren - Sophie Bremmer
- Charlie Babcock - Stu
- Joely Fisher - Nina Fletcher
- Bob Gunton - Noah Taylor
- Sam Lloyd - Dr. Albert Goldfine
- Betty Murphy - Alberta Fromme
- Alejandro Patino - Ralph
- Kathryn Joosten - Karen McCluskey
- Melinda McGraw - Annabel Foster
- Emily Christine - Ashley Bukowski
- Shirley Knight - Phyllis Van De Kamp
- Sharon Lawrence - Maisy Gibbons
- Bob Newhart - Morty Flickman
- Melinda Page Hamilton - Sister Mary Bernard
- Paul Dooley - Addison Prudy
- Jay Harrington - Dr. Ron McCready
- Nike Doukas - Natalie Klein
- Jesse Metcalfe - John Rowland
- Heather Stephens - Kendra Taylor
- Jolie Jenkins - Deirdre Taylor
- Maria Conchita Alonso - Lucía Marquez
- Matt Roth - Art Shephard
- Jason Gedrick - Rick Coletti

## Curiositats
- El misteri de Betty Applewhite se suposava que anava a incloure el seu marit i un misteri propi però per alguna cosa no el ficaren en la sèrie. Es rumorejà que en pròximes temporades tornaria amb un nou misteri i la part que en quedà per concloure, però no va ser així.

- Fou la sèrie més vista dels Estats Units des del 2004 amb una audiència mitjana de 41 milions de persones.

- Quasi tota la banda sonora de Desperate Housewives és gravada normalment i reproduïda a l'inrevés en el capítol.

- Abans que Touchstone oferís Desperate Housewives a l'ABC, en l'episodi original Mary Alice fou interpretada per Sheryl Lee; el jardiner John per Kyle Searles; i Rex Van de Kamp per Michael Reilly Burke. Sheryl Lee fou substituïda per Brenda Strong. Amdues havien interpretat papers de persones mortes abans, tant a Everwood com a Twin Peaks. Brenda Strong també havia participat en dos capítols de la segona temporada de Twin Peaks. També a l'episodi pilot, quan la càmera s'allunya de les protagonistes que han trobat la nota de la Mary Alice, aquesta apareix com un fantasma mirant-les des del jardí.

- Els crèdits inicials contenen referències a famoses obres d'art com Adam i Eva de Lucas Cranach el Vell, Retrat de Giovanni Arnolfini i la seva esposa de Jan van Eyck, America Gothic de Grant Wood i la llauna de sopa Campbell d'Andy Warhol. Sense oblidar els menys coneguts Couple Arguing (Parella discutint) i Romantic Couple (Parella romàntica) de Robert Dale (dibuixat segons l'estil de còmic popularitzat per Roy Lichtenstein) i un pòster dels anys 40 "Am I Proud!" de Dick Williams (que mostra a una dona subjectant unes llaunes).

- La major part dels títols dels capítols es deriven de cançons de Stephen Sondheim: són incloses Every Day a Little Death, You Could Drive A Person Crazy i The Ladies Who Lunch.

- Christine Estabrook, l'actriu que interpreta a la Senyora Martha Huber, no estava inclosa en el capítol pilot. Però es va convertir en un personatge recurrent.

- El tema principal de la sèrie el va compondre Danny Elfman, compositor de les famoses melodies d'Els Simpson i Futurama, o de la BSO de Batman, Spiderman, Beetlejuice o Sleepy Hollow.

- Tot i que el govern de Bush va ser ultra-conservador, la dona del president dels Estats Units, Laura Bush, confesà ser una incondicional de la sèrie.

- L'actor Page Kennedy, que interpretava primerament el paper de Caleb, fou substituït per NaShawn Kearse, després de tenir problemes amb la resta de l'equip de la sèrie.

## Detalls de producció
- Producció: Touchstone Television
- Creada per: Marc Cherry
- Compositor tema principal: Danny Elfman

## Emissió internacional
A Catalunya la sèrie s'ha emès en castellà, amb el nom de Mujeres desesperadas (Dones desesperades). En obert per La2 de TVE, Sony Entertainment Television en Veo i Divinity, i pels canals de pagament Digital+ i ONO, a través del canal temàtic FOX.
Tot i emetre's també la sèrie original, diversos països llatino-americans com ara Colòmbia, Equador o Argentina han fet l'adaptació de la sèrie amb el nom de Amas de casa desesperadas.